# Matthew Fitzpatrick
Matthew Thomas Fitzpatrick, född 1 september 1994 är en professionell golfspelare från England. Hans största meriter är vinsten i US Amateur 2013 och första majorvinsten i US Open 2022. Båda tävlingarna spelades på The Country Club i Massachusetts, vilket gjorde att han blev den första att vinna U.S Amateur och US Open på samma bana.